# Værøy
Værøy là một hòn đảo và đô thị ở hạt Nordland, Na Uy. Nó là một phần của khu vực truyền thống Lofoten. Trung tâm hành chính của đô thị này là làng Sørland. Værøy được thành lập như khu đô thị ngày 1 tháng 1 năm 1838 (xem formannskapsdistrikt). Đô thị mới của Rost đã được tách ra từ Værøy ngày 1 tháng 7 năm 1928.
Các mẫu Old Norse của tên được Veðrøy. Yếu tố đầu tiên là veðr có nghĩa là "thời tiết" (ở đây đề cập đến thời tiết khắc nghiệt và vị trí tiếp xúc và không được che mưa của hòn đảo). Yếu tố cuối cùng là Oy có nghĩa là "hòn đảo".